# Call of Duty: Black Ops
Call of Duty: Black Ops est un jeu vidéo de tir à la première personne développé par Treyarch et édité par Activision en novembre 2010 sur PlayStation 3, Xbox 360, Wii et Windows. Une autre version du jeu, sortie sur Nintendo DS, a été développée par n-Space. Aspyr étendra le jeu sur OS X en septembre 2012. Septième opus de la série Call of Duty, il est la suite de Call of Duty: World at War.
Le jeu a reçu des critiques positives, avec des éloges pour son histoire, la performance des acteurs, son ambiance et le multijoueur ; bien qu’il fût critiqué pour son gameplay jugé trop linéaire et quelques problèmes techniques. Étant le jeu le plus rentable de l’année 2010, Black Ops est considéré comme l’un des meilleurs jeux de l’année, parmi lesquels figurent notamment God of War III, Assassin's Creed Brotherhood et Red Dead Redemption. Seulement 24 heures après sa sortie, le jeu comptabilise plus de 5 millions d’exemplaires vendus, battant le record établi par son prédécesseur Modern Warfare 2 et ses 2,3 millions d’exemplaires vendus en 24 heures. Avec plus de 25 millions d’exemplaires vendus dans le monde, Call of Duty: Black Ops est l’un des jeux les plus vendus de tous les temps et l'opus le plus vendu de la saga avec environ 31 millions d'exemplaires, devant Modern Warfare 3 (2011) et Modern Warfare (2019). Le succès du jeu a donné naissance à cinq suites, dont le dernier opus, Call of Duty: Black Ops 6, est sorti en 2024.

## Campagne
La campagne de Black Ops se passe entre 1961 et 1968, durant la guerre froide et la guerre du Viêt Nam, une vingtaine d’années après les évènements de World at War. Elle raconte l’histoire secrète d’opérations noires (Black Ops) derrière les lignes ennemies. L’histoire est centrée autour d’Alex Mason, qui travaille pour la CIA et qui doit empêcher des agents dormants soviétiques d’être activés par une station de nombres, ce qui causerait le déploiement d’un agent neurotoxique sur le sol américain.

### Introduction
Mason est attaché dans une salle d’interrogation de la CIA où il se voit poser des questions par deux interrogateurs inconnus autour d'une station de nombres qui est utilisée pour communiquer avec des cellules dormantes soviétiques aux États-Unis (et dont la localisation est toujours inconnue), mais également sur les diverses missions qui ont composé sa carrière.
Le jeu propose quinze missions :
1. Opération 40
2. Vorkuta
3. Département de la Défense
4. Décret
5. GOS
6. Le Transfuge
7. Nombres
8. Projet Nova
9. Victor Charlie
10. Site du Crash
11. ADM
12. Vengeance
13. Renaissance
14. Révélation
15. Rédemption

### Opération 40
17 avril 1961 - Mason, accompagné de Frank Woods et Joseph Bowman, participe à l’Opération 40 pour assassiner Fidel Castro et aider les exilés cubains parrainés par la CIA durant l’invasion de la baie des Cochons. Mason tue Castro et se sacrifie pour permettre à Woods et Bowman de s’enfuir. Il est capturé et emmené devant le véritable Castro qui s’est servi d’un sosie. Il offre son prisonnier à Nikita Dragovich, major-général de l’armée soviétique, qui promet au chef d’état cubain que Mason souffrira au-delà de tout ce qu’on peut imaginer.

### Vorkuta
6 octobre 1963 - Mason est retenu captif à Vorkuta, un goulag, depuis 255 jours en Union Soviétique. Au cours de son emprisonnement à Vorkuta, il se lie d'amitié avec Viktor Reznov, un ancien soldat de l'Armée rouge présent dans World at War. Reznov aide Mason à provoquer un soulèvement des prisonniers à Vorkuta, ce qui permet à l’américain de s’évader.

### Département de la Défense
10 novembre 1963 - Un mois après son évasion, Mason est escorté au Pentagone avec son officier traitant, Jason Hudson, où il rencontre Robert McNamara et reçoit ensuite l'autorisation du Président Kennedy d'assassiner Dragovich. Durant cette entrevue avec le président, il est pris d’anxiété et de visions de meurtre où il se voit le tuer.

### Décret
17 novembre 1963 - Mason est ensuite envoyé avec Frank Woods et Joseph Bowman au cosmodrome de Baïkonour pour saboter le programme spatial soviétique et tuer les membres du groupe "Ascension", qui regroupait d’anciens scientifiques nazis. Grigori Weaver, qui était infiltré dans le groupe afin de saboter la fusée, a été capturé et interrogé par le colonel Kravchenko, le bras droit de Dragovich qui crèvera l’œil gauche de Weaver. Mason et son équipe parviennent à le libérer et à détruire la fusée Soyouz 2, tout juste lancée, avant d'éliminer les membres du groupe "Ascension". Kravchenko parvient à s’enfuir et Dragovich, qui était présent lors du lancement de la fusée, est apparemment tué lors de l’explosion de sa voiture.

### GOS
21 janvier 1968 - Plus de 4 ans après la prétendue mort de Dragovich, Mason et Hudson rejoignent Woods et Bowman au Viêt-Nam où ils sont intégrés dans le GOS où ils défendent Khe Sanh contre l’armée nord-vietnamienne.

### Le Transfuge
2 février 1968 - Mason, Woods et Bowman partent récupérer un dossier sur Dragovich de la part d’un transfuge russe emprisonné par l’armée nord-vietnamienne à Hué durant l’Offensive du Têt. Le transfuge s’avère être Reznov qui confirme que Dragovich a survécu et que celui-ci prépare une attaque contre l’Occident. L’équipe évacue Reznov de la ville.

### Nombres
9 février 1968 - Hudson et Weaver partent à Kowloon (Hong Kong) capturer un scientifique travaillant pour Dragovich, le docteur Clarke. Celui-ci leur révèle l’existence d’un gaz neurotoxique, le Nova-6, ainsi que l’existence d’une installation au mont Yamantau. Cependant, la mission part de travers : les Spetsnaz débarquent dans la planque et, après une course-poursuite sur les toits de la ville, Clarke est tué, Hudson et Weaver échappant de justesse aux hommes de Dragovich. De retour au présent, Mason révèle à ses deux tortionnaires qu’il a déjà entendu parler du Nova-6 car Reznov lui a déjà expliqué les origines du gaz neurotoxique, juste après la fin de la Seconde Guerre Mondiale.

### Projet Nova
29 octobre 1945 - Accompagné de son meilleur ami Dimitri Petrenko, Viktor Reznov poursuit les ordres de Dragovich dans le cercle polaire arctique sur l’une des dernières bases du Troisième Reich. Il doit sauver et extraire Friedrich Steiner, un scientifique nazi qui offre ses projets à Dragovich. Une fois secouru, Steiner dévoile le cargo qui contient l’arme qu’il avait à l’origine conçu pour Hitler : le Nova-6. Voulant voir les effets du gaz neurotoxique, Dragovich fait enfermer Reznov, Petrenko et leurs hommes dans les salles de test. Viktor est témoin de la mort horrible de son ami, n’étant lui-même épargné que par l’arrivée des commandos britanniques qui forcent Dragovich, Kravchenko et Steiner à s’enfuir. Durant sa fuite, Reznov déclenchera l’explosion des fusées V-2, ce qui détruit entièrement le cargo ainsi que le Nova-6 contenu à l’intérieur. Après avoir raconté l’histoire à Mason, Reznov lui fait promettre de détruire le Nova-6 plutôt que de le confier à ses supérieurs. Il lui confie aussi la tâche de tuer Dragovich, Steiner et Kravchenko afin de venger la mort de Petrenko.

### Victor Charlie
9 février 1968 - Mason, Woods et Bowman traquent Kravchenko dans le sud du Viêt Nam. Après avoir survécu au crash de leur hélicoptère, l’équipe poursuit la traque dans un village avant de laisser Mason poursuivre seul dans un tunnel. Il trouve une planque dans laquelle il y a un enregistrement mais Kravchenko s’est enfui. Le tunnel est piégé et Mason parvient à le quitter juste avant de se faire ensevelir et rejoint Woods et Bowman dans un nouvel hélicoptère.

### Site du Crash
11 février 1968 - Mason, Woods et Bowman poursuivent leur traque de Kravchenko au Laos où ils se frayent un chemin jusqu’à tomber sur le site de crash d’un avion. À l’intérieur des décombres, ils y découvrent des armes américaines et comprennent que Kravchenko veut discréditer les États-Unis auprès de la population locale. Ils tombent sur une carte qui indique l’emplacement de la base de Kravchenko mais ils se retrouvent complètement cernés par les soviétiques qui capturent les trois soldats. Juste avant de se faire capturer, Mason a le temps de voir Dragovich qui accompagne Kravchenko.

### ADM
18 février 1968 - Sur la base aérienne de Beale, en Californie, deux pilotes décollent à bord d’un Blackbird et doivent guider l’équipe d’Hudson et Weaver à travers le mont Iamantaou, dont la base est soupçonnée d’abriter le projet Nova. L’équipe parvient sans mal à infiltrer et à détruire l’installation avant de recevoir une transmission radio de Steiner qui leur demande de le rejoindre sur l’île de la Renaissance car il sait que Dragovich prévoit de le tuer et est prêt à vendre ses secrets aux américains s’ils le sauvent, notamment la station de diffusion des nombres.

### Vengeance
19 février 1968 - Mason, Woods et Bowman sont emprisonnés depuis une semaine. Les geôliers forcent les trois soldats à jouer à la roulette russe mais Bowman, ayant le moral au plus bas, refuse de céder et est battu à mort. Woods survit à son tour et lorsque vient le tour de Mason, celui-ci sert du pistolet contre l’un des geôliers avant de s’enfuir avec Woods à bord d’un Hind. Ils arrivent à la base de Kravchenko et libèrent Reznov avant d’affronter le colonel dans son bureau. Celui-ci est cependant plus fort que les deux soldats physiquement et Woods est contraint de l’attaquer par derrière avec un couteau. Prêt à se faire exploser avec les deux soldats, Kravchenko dégoupille une grenade, forçant Woods à se jeter avec le colonel par la fenêtre. Mason assiste à la scène, impuissant, alors que son meilleur ami s’est fait exploser avec son ennemi par la fenêtre. Reznov aide Mason à se lever et celui-ci voit sur une carte que sa prochaine cible, Steiner, se cache sur l’île de la Renaissance.

### Renaissance
23 février 1968 - Mason et Reznov arrivent sur l’île de la Renaissance et se frayent un chemin jusqu’à Steiner à toute vitesse car ils doivent arriver avant Hudson s’ils espèrent pouvoir faire payer l’allemand. Lorsqu’il est devant Steiner, Mason voit Reznov éclater de rage et exécuter le scientifique. De retour au présent, lorsqu’il explique son récit, les interrogateurs lui disent qu’il ment car Hudson était là et a pu voir ce qu’il s’est passé. Hudson et Weaver étaient déjà arrivés sur l’île de la Renaissance lorsqu’ils apprennent l’arrivée de Mason, qui n’obéit plus aux ordres. Ils rejoignent Steiner à l’instant où Mason, possédé par l’esprit de vengeance de Reznov, exécute l’allemand avant qu’ils ne puissent le maîtriser. Hudson et Weaver réalisent que Reznov est mort depuis longtemps et décident d’emmener Mason avec eux car, Steiner étant mort, il est le seul à pouvoir leur indiquer la source d’émission des nombres.

### Révélation
25 février 1968 - Après que Mason ait tué Steiner sur l’île de la Renaissance, Hudson et Weaver l’ont enfermé dans une salle d’interrogatoire et l’ont forcé à revivre ses précédentes missions afin qu’il se souvienne où est la source d’émission des nombres. De retour au présent, Weaver abandonne l’interrogatoire tandis qu’Hudson décide de tenter une dernière chose. Celui-ci commence à détacher Mason, qui frappe Hudson avant de finir de se libérer et de partir dans les couloirs. Mason se souvient donc qu’il a subi un lavage de cerveau à Vorkuta afin de le transformer en une cellule dormante qui aurait eu comme but d'effectuer des missions soviétiques aux États-Unis, et plus particulièrement de tuer le président Kennedy. Cependant, Reznov a détourné ce lavage de cerveau en inculquant à Mason une détermination absolue ayant pour but de compléter le vœu de Reznov, c'est-à-dire de tuer Dragovich, Steiner, et Kravchenko. Il s'avère également que Reznov a effectivement été tué dans l'évasion de Vorkuta et, par conséquent, toutes les apparences ultérieures de sa personne dans le jeu sont le fruit de l'imagination de Mason, provoquée par la nature intense du lavage de cerveau que Mason a subi. Comme le conditionnement de Mason est finalement brisé, il peut interpréter librement les ordres de la station de nombre et donner sa position : c'est le Rusalka, le bateau l'ayant escorté jusqu'en Union soviétique depuis Cuba, qui est à l'origine des numéros radiodiffusés et qui est toujours positionné au large de l’île. Satisfait de voir que Mason a repris ses esprits, Hudson s’équipe de ses lunettes de soleil et prépare l’assaut final.

### Rédemption
26 février 1968 - Un gigantesque assaut se lance à l'abordage du navire, celui-ci se révèle être lourdement défendu par des canons anti-aériens, des lance-missiles et des hélicoptères Hind embarqués. Après de durs combats sur le navire, et alors que la marine s’apprête à faire sauter le Rusalka, Mason veut s'assurer personnellement de la mort de Dragovich. Lui et Hudson plongent sous le navire et découvrent qu'il est ancré à une gigantesque base sous-marine qui déploie les bouées radio relayant la diffusion des nombres et qui doit servir à la fois de poste de ravitaillement des sous-marins soviétiques et d'avant-poste pour l'invasion des États-Unis. Ayant infiltré la station et exterminé son équipage, Mason étrangle Dragovich à mort et détruit l'ordinateur permettant la diffusion des nombres, mettant fin à la menace que les agents dormants présentaient face aux États-Unis.
Des images du Président Kennedy avant son assassinat le 22 novembre 1963 sont montrées, révélant que Mason était dans la foule qui l’accueillait à l’aéroport de Dallas Love Field, suggérant qu’il a peut-être accompli la mission pour laquelle Dragovich l’avait programmé.

## Personnages
Le joueur incarne dans la plupart des missions le capitaine Alex Mason, protagoniste du jeu doublé dans sa version anglophone par Sam Worthington. L'histoire est parfois montrée du point de vue de son officier traitant à la CIA, Jason Hudson (voix de Ed Harris dans la version anglophone).
Le capitaine Viktor Reznov, l'un des personnages principaux de la campagne de l'armée rouge dans World at War, fait son retour, toujours avec un doublage de Gary Oldman dans son rôle. Celui-ci interprète également la voix du scientifique britannique Clarke. Dimitri Petrenko, le protagoniste de la précédente campagne soviétique fait également une brève apparition. Hudson et Mason sont souvent accompagnés dans leurs missions par Grigori Weaver (originaire d'Union soviétique), ainsi que par Frank Woods et Joseph Bowman. La voix de ce dernier a d'ailleurs été interprétée par le rappeur Ice Cube, à qui il ressemble beaucoup.
Le Major-Général Nikita Dragovich et le Colonel Lev Kravchenko (son bras droit), ainsi que le scientifique nazi Friedrich Steiner, sont les antagonistes de l'histoire. Des personnages historiques font pour la première fois apparition dans la série : John Fitzgerald Kennedy, Robert McNamara et Fidel Castro. Dans le mode zombie, il est possible d'incarner les personnages historiques susmentionnés, ainsi que Richard Nixon (ancien vice-président des États-Unis à cette époque).
Le jeu propose encore une fois de récupérer tout au long des missions des « renseignements », au nombre total de 42, à raison de 3 par niveau. Quand tous les renseignements ont été récupérés, le joueur peut alors accéder à certaines informations concernant les personnages de la mission concernée, ainsi qu'à certains détails historiques. Ainsi le joueur apprend qu'Alex Mason est né d'un père « vétéran de la seconde guerre mondiale, décoré de la Purple Heart pour acte de bravoure sur l'atoll de Makin ». Le père de notre héros serait donc visible dans la première mission de Call of Duty: World at War.
Treyarch tend également à insinuer que ce serait Mason qui aurait assassiné le président John Kennedy. En effet, lors de la dernière mission, Mason déclare à Dragovich « T'as essayé de me faire tuer le président ! ». C'est alors que Dragovich répond « Essayé ? (rires) ». Juste après, apparaît le générique de fin qui est suivi d'un montage vidéo montrant Kennedy à Dallas, le jour de sa mort. La vidéo s'arrête alors et effectue un gros-plan sur Mason, qui apparaît dans la foule, regardant Kennedy.
De plus, dans l'avant dernière mission, Mason délirant et errant dans les couloirs du Pentagone après s'être fait torturer laisse échapper des phrases pas toujours compréhensible dont « Rejoindre la cible, Oswald compromis ». Cette phrase semble confirmer que Mason a bien tué son président car le tueur présumé de John Fitzgerald Kennedy se nommait Lee Harvey Oswald. 
Dans les renseignements, le joueur apprend que Mason, Hudson et Weaver sont envoyés en Afrique du Sud afin qu'aucune information de nature à inquiéter la population ne soit divulguée. Le joueur apprend alors que le gouvernement américain envoie quelques soldats anglais, membres des SAS, dirigés par Jonathan (des erreurs de traduction dans la VF le nomment Price). Il est décrit comme un jeune talent, très doué dans la matière.

## Système de jeu
De nouveaux équipements font leur apparition tels que l'arbalète militaire avec une lunette et des munitions variées (carreaux explosifs par exemple) ou encore des balles incendiaires (Dragon's Breath (en)) pour les fusils à pompe et même un lance-flammes que le joueur peut monter sur les fusils d'assauts. Le joueur peut porter aussi un Steyr AUG personnalisable et un SPAS 12. Le joueur pourra piloter des appareils volants (dans la campagne et en multijoueur) : un Hind soviétique ainsi qu'un SR-71 Blackbird (uniquement dans la campagne pour commander une escouade, mais disponible en multijoueur pour servir comme un avion-espion, mais indestructible.) afin de guider une escouade au sol,, ainsi qu'une voiture et un hélicoptère américain très connu, le Bell UH-1 Iroquois qui dans cette version est équipé de roquettes et de miniguns (cette version est surnommée « Green's Hornet »). Les démembrements présents dans World at War font leur retour, mais ne sont pas présents dans le mode multijoueur.
Du côté du multijoueur, les véhicules au sol ne sont plus présents, mais les véhicules aériens comme le hind soviétique font leur apparition, les serveurs dédiés sur la version Windows font leur grand retour. Il y a un « Créer une Classe 2.0 » qui permet au joueur d'apporter des modifications sur l'apparence des personnages.
Le joueur retrouve également les séries d'éliminations, qui permettent de débloquer des engins et commandes spéciales (comme Frappe au Napalm, Avion-Espion, etc), même si leur puissance a été sensiblement réduite par rapport à Modern Warfare 2 à la suite des critiques de la communauté. Également, il y a l'apparition du RC-XD, une voiture télécommandée « bourrée » d'explosifs.
L'apport des données de jeu est également un plus par rapport aux versions précédentes, puisque toutes les actions numériques du joueur sur une carte (réussites, ratés, déplacements, etc) sont mémorisées et rendues visibles dans les Rapports de Combat et Classements. Le joueur trouve ainsi des modèles de cartes qui permettent de savoir où ont eu lieu les coups de feu (permettant ainsi d'affiner sa stratégie) .
Une grande nouveauté dans le mode multijoueur de Call of Duty: Black Ops, est l'apparition de points CoD permettant d'acheter des armes, des accessoires et des camouflages pour celles-ci ou pour acheter des équipements. Les points CoD se gagnent en fonction du score de la partie. Il est également possible de gagner de « l'argent » CoD en remplissant des contrats. Les contrats se remplissent en tuant des adversaires avec une arme spécifique, en tuant des ennemis dans la tête ou tout simplement débloquer des séries de victimes.
Le joueur peut maintenant faire son propre emblème, et mettre les couleurs de son choix. Il peut aussi mettre son emblème sur son arme principale. Le nom de clan du joueur peut également être gravé sur le côté de l'arme.
Le mode studio, aussi une grande nouveauté, permet d'enregistrer des clips des parties effectuées par le joueur. Une fois le clip enregistré et converti, il va passer par le site officiel de Call of Duty, avant d'apparaître sur YouTube. Cela s'applique sur la Xbox 360, la PlayStation 3 et le PC.

### Modes de jeu
Il y a 4 modes de jeu : campagne, multijoueur, formation avancée, zombie.
- Le mode campagne est une histoire à terminer et des objets à récupérer.
- Le mode multijoueur permet de jouer en ligne, en réseau local et avec des amis.
- Le mode formation avancée qui permet de s'entrainer face à l'IA, comme dans le multijoueur.
- Le mode zombie est un mode survie face à des hordes de zombies.

#### Mode zombie
Après le succès du mode zombie de Call of Duty: World at War, Call of Duty: Black Ops reprend l'histoire avec pour nouvelle carte « Kino Der Toten ». Cette carte se déroule dans un cinéma nazi désaffecté, elle a été créée par un étudiant en informatique aidé de son équipe. Cette carte deviendra la première accessible du mode zombie, il existe aussi une autre carte dans le Pentagone, « Five » où il est possible d'incarner des personnalités politiques de la guerre froide comme John Fitzgerald Kennedy, Robert MacNamara, Richard Nixon et Fidel Castro, ainsi qu'une carte bonus qui rappelle les jeux des années 1980-1990, « Dead Ops Arcade ».
Le mode zombie se débloque dès le début du jeu et peut être joué seul, à deux sur la même console, ou jusqu'à quatre en ligne. Au début, le joueur n'a qu'une seule carte, « Kino Der Toten », les autres (« Five » et « Dead Ops Arcade ») s'obtiennent en finissant la campagne ou en tapant le code (3arc unlock). Vous pouvez aussi bénéficier de quatre cartes bonus en achetant la version « Hardened » ou « Prestige » (il s'agit en fait des quatre cartes de World At War avec les graphismes de Black Ops).
Il y a un nouveau type de zombies, les « zombies nova », des monstres rampants qui explosent et répandent du gaz Nova quand ils se font tuer. Les « chiens de l'enfer » sont toujours présents, mais sont remplacés sur la carte « Five » par « le voleur du Pentagone » qui subtilise l'arme que le joueur possède ; dans la carte « Ascension », sorti le premier février 2011, des singes qui détruisent les distributeurs d'atouts les remplacent. Enfin, dans la carte « Dead Ops Arcade », le « gorille cosmique » s'apparente à un boss de fin de jeu (mais la présence de très nombreux frères permet de recommencer à l'infini le mode). Il y a aussi parfois la présence de téléporteur comme sur la carte « Der Riese » de Call of Duty: World at War permettant d'avoir accès au « Sacré Punch » qui améliore n'importe quelle arme.
Il est à noter que les personnages de « Kino der Toten » et de trois DLC sont les mêmes que ceux présents dans « Shi No Numa » et « Der Riese » de World At War. Le docteur Richtofen (incarné par le personnage dont le score est dessiné sur un fond vert) nous expliquant que le téléporteur peut voyager dans le temps. Cette explication fait le lien entre l'histoire du mode zombies de World At War et la carte « Kino Der Toten ». On peut y noter également que l'actrice Sarah Michelle Gellar a prêté ses traits à un personnage dans ce mode de jeu et qu'elle y réalise ses propres mouvements.

## Développement
Lors du développement, Treyarch recrutait activement des personnes qualifiées dans différents domaines en vue d'un « titre réputé et chargé d'actions » (sous-entendu le prochain Call of Duty).
Au sein d'Activision, l'équipe n'espère pas une aussi bonne vente que son prédécesseur Modern Warfare 2, mais par rapport à la concurrence qui pourrait être plus rude à la fin de 2010 que l'année précédente : en effet, pour la période de fin d'année 2009 Modern Warfare 2 a bénéficié du retrait de plusieurs autres gros titres tels que BioShock 2, repoussé en février 2010 ou encore Heavy Rain.
Un appel de casting trouvé par le site VG247 en février semble de plus en plus confirmer le thème du futur Call of Duty. En effet, des acteurs vocaux et de capture de mouvement sont recherchés pour incarner des personnages faisant partie de la MACV-SOG, une unité de force spéciale active pendant la guerre du Viêt Nam.
Pour la première fois, tous les développeurs du studio ont concentré leurs efforts sur ce Call of Duty (Treyarch se répartissait souvent en plusieurs équipes pour développer différents jeux à la fois). Une technologie de capture de mouvement similaire à celle du film Avatar de James Cameron a été utilisée pour avoir des expressions faciales réalistes,. Treyarch a également consulté des anciens militaires de la guerre froide tels que John Plaster qui a servi dans le MACV-SOG durant la guerre du Viêt Nam, et Sonny Puzikas, un ancien membre des Spetsnaz (forces spéciales soviétiques).

### Promotion
Les premières rumeurs sont apparues en mai 2009 alors que World at War était sorti depuis à peine 6 mois et que les joueurs attendaient Modern Warfare 2 pour la fin de l'année : Activision aurait été à la recherche de musiques datant de la guerre du Viêt Nam ainsi que de morceaux cubains, africains et soviétiques. Toujours en mai, un employé de Treyarch révèle sur son CV en ligne, information effacée depuis, sa participation en tant qu'animateur en chef au futur Call of Duty . En novembre 2009, Activision annonce officiellement la sortie d'un nouveau Call of Duty pour 2010.
Dès mars 2010, le site Tek9 donne quelques informations effacées peu de temps après : le jeu s'appellerait Call of Duty: Black Ops et se déroulerait pendant la période allant de la Seconde Guerre mondiale jusqu'à nos jours, une mission à Cuba serait présente et le mode zombie de World at War et les serveurs dédiés sur PC, absents dans Modern Warfare 2 d'Infinity Ward, seraient de retour.
Début avril 2010, une mystérieuse clé USB est envoyée à plusieurs sites de jeux vidéo ainsi qu'à des sites communautaires de Call of Duty. L'enveloppe est timbrée à l'effigie de Richard Wright et l'expéditeur n'est pas indiqué. Le site Joystiq perce en premier une partie du mystère en découvrant le site Internet GKNOVA6 à travers les multiples codes contenus dans la clé. Le site montre un vieux téléviseur sur lequel les joueurs voient des images peu explicites et schématiques d'Uranium, d'un stade de baseball atomisé, d'une base nucléaire, d'une ogive et de l'annonce télévisée de Kennedy lors de la crise des missiles de Cuba en 1962. Plusieurs indices laissent à penser que NOVA6 appartient à Activision. Ces indices laissent à penser qu'ils parlent du nouveau Call of Duty ou bien de Singularity, un autre jeu en développement édité par Activision et en rapport avec la Guerre froide. Le vieux téléviseur du site dispose de 6 chaînes qui sont débloquées au fur et à mesure, avec chacune leurs énigmes. Certaines mènent à des discussions sur Google Groupes et un document qui s'y trouve révèle le mot « Treyarch », semblant confirmer l'implication du studio dans le site viral. De plus, la bande annonce de Black Ops diffusée le 18 mai contient des références au site viral[réf. nécessaire].
Le 30 avril 2010, quelques heures avant la diffusion de sa première bande-annonce sur Spike TV, Treyarch dévoile officiellement le nom du jeu en même temps que l'ouverture de son site : il s'intitule finalement Call of Duty: Black Ops.
USA Today publie les premiers aperçus du jeu sur le net,,.
Tout comme Modern Warfare 2, une bande annonce complète est diffusée le 18 mai 2010 lors de la finale de la Conférence Est de NBA.

### Packs de cartes
Un nouveau pack de cartes, appelé « First Strike » a été annoncé par Treyarch le 22 décembre 2010.
Il inclut cinq nouvelles cartes : quatre multijoueurs (Discovery, une base militaire Allemande située près du cercle polaire Arctique présent dans la campagne lorsque le joueur incarne Reznov), Stadium, Berlin Wall et Kowloon, sur les toits de Hong Kong comme dans le mode campagne ; ainsi qu'une carte zombie « Ascension », qui se passe au cosmodrome de Baïkonour. Elles sont disponibles sur Xbox Live depuis le 1er février 2011. Comme pour le dernier opus, Call of Duty: Modern Warfare 2, les packs de cartes sortiront pour PlayStation 3 et PC un mois après la Xbox 360. Le pack First Strike est disponible depuis le 3 mars 2011 sur PlayStation 3 et 25 mars 2011 sur PC.

Un nouveau pack de cartes est sorti le 3 mai 2011 sur Xbox 360. Il est ensuite sorti le 2 juin sur PC et le 10 juin 2011 sur PlayStation 3. Ce pack s'intitule « Escalation » il comporte également cinq nouvelles cartes : quatre multijoueurs, « Zoo », « Hotel », « Convoy » et « Stockpile » et une carte zombie « Call of the Dead ». Il est au prix de 1200 points MS (Xbox Live) et de 14,99 euros sur PlayStation 3 (PlayStation Network).

Un nouveau pack dénommé « Annihilation » est sorti le 28 juin sur Xbox 360 et le 28 juillet sur PlayStation 3, contenant quatre cartes multijoueurs, « Drive-in », « Hangar 18 », « Silo » et « Hazard » ainsi qu'une carte zombie « Shangri-la » (un temple en ruine dans la jungle Népalienne), au même prix que les packs précédents.

Un autre pack dénommé « Rezurrection » (Sortie avant sur le Xbox live) est sorti sur toutes les consoles et offre une nouvelle carte zombie : « Moon » ainsi que les quatre cartes de Call of Duty World at War.

### Distribution
- Sam Worthington (VF : Xavier Fagnon) : Capitaine Alex Mason
- Gary Oldman (VF : Vincent Violette) : Capitaine Viktor Reznov / Dr Daniel Clarke
- Ed Harris (VF : Bruno Magne) : Jason Hudson
- Eamon Hunt (VF : Georges Caudron) : Major-Général Nikita Dragovich
- James Burns (VF : Antoine Nouel) : Sergent Frank Woods
- Gene Farber (VF : David Kruger) : Grigori Weaver
- Ice Cube (VF : Guillaume Orsat) : Joseph Bowman
- Andrew Divoff (VF : Patrick Béthune) : Colonel Lev Kravchenko
- Mark Bramhall (VF : Gérard Dessalles) : Dr Fredrich Steiner
- Chriss Anglin et Jim Meskimen[20] (VF : Thierry Kazazian) : Président des États-Unis John Fitzgerald Kennedy
- Robert Picardo (VF : Martial Le Minoux) : Secrétaire à la Défense des États-Unis Robert McNamara
- Dave Mallow (VF : Marc Bretonnière) : Ancien vice-président des États-Unis Richard Nixon
- Gustavo Rex et Marlon Correa[21] : Premier ministre Fidel Castro
- Steve Blum (VF : Marc Saez) : Tank Dempsey
- Fred Tatasciore (VF : Serge Thiriet) : Nikolai Belinski
- Tom Kane (VF : Éric Peter) : Takeo Masaki
- Nolan North (VF : Gérard Dessalles) : Edward Richtofen
- Sarah Michelle Gellar (VF : Odile Schmitt) : elle-même
- Robert Englund (VF : Gérard Surugue) : lui-même
- Danny Trejo : lui-même
- Michael Rooker (VF : Emmanuel Karsen) : lui-même

## Accueil

### Ventes
Le jour du lancement, le jeu s'est vendu à plus de 10 millions d'exemplaires : 9,7 millions aux États-Unis et 1,4 million au Royaume-Uni. Cela établit un nouveau record de lancement en divertissements, surpassant son prédécesseur Modern Warfare 2, dont le jour de commercialisation a vu se vendre à près de 5 millions d'exemplaires.
Le jeu Call of Duty: Black Ops a engrangé un revenu de plus de 1 milliard de dollars en 6 semaines. Selon Robert Kotick, président de Activision Blizzard, « dans le monde du divertissement, seuls Call of Duty et Avatar sont parvenus au cap du milliard de dollars aussi rapidement. »
Il est à l'époque le jeu ayant passé la barre des dix millions d'exemplaires le plus rapidement, avec onze millions d'exemplaires en quatre jours.
En février 2011, Call of Duty: Black Ops est devenu le jeu le plus vendu de tous les temps aux États-Unis, avec 13,7 millions d'exemplaires.
Il est le jeu le mieux vendu de l'année 2010/2011, et l'un des mieux vendus des consoles de 7e génération avec 28 millions d'exemplaires, battant son prédécesseur, Call of Duty: Modern Warfare 2 qui se situe à 24 millions d'exemplaires.